# Yezoceryx fui
Yezoceryx fui är en stekelart som beskrevs av Chao 1981. Yezoceryx fui ingår i släktet Yezoceryx och familjen brokparasitsteklar. Inga underarter finns listade i Catalogue of Life.